# Андерсон Полга
Андерсон Кореа Полга (порт. Ânderson Corrêa Polga; 9. фебруар 1979) бивши је бразилски фудбалер који је играо на позицији одбрамбеног играча.
Са репрезентацијом Бразила је освојио Светско првенство 2002.